# Galactia tenuiflora
Galactia tenuiflora là một loài thực vật có hoa trong họ Đậu. Loài này được (Willd.) Wight & Arn. miêu tả khoa học đầu tiên.